# Karl Friedrich Hauber
Karl Friedrich Hauber (* 18. Mai 1775 in Schorndorf; † 5. September 1851 in Stuttgart) war ein deutscher Mathematiker.

## Leben
Hauber besuchte die Klosterschulen in Blaubeuren und Bebenhausen und gelangte schließlich in das Theologische Stift in Tübingen. Dort erlangte er 1794 die Magisterwürde mit einer Dissertation über Euklids Proportionenlehre (V. Buch der Elemente). Anschließend wurde er in das dortige Repetenten-Collegium aufgenommen und gab 1798 eine mit Anmerkungen und Zusätzen versehene Übersetzung von Archimedes’ Werken Über Kugel und Zylinder sowie Die Kreismessung heraus. In den Jahren 1798 und 1799 reiste er durch Deutschland und hielt sich u. a. In Leipzig, Dresden, Berlin, Göttingen, Hamburg und Gotha auf. Während dieser Reise entstanden ein geometrischer Aufsatz und zwei kombinatorisch-analytische Abhandlungen.
Wieder in Tübingen, ergänzte Hauber Simon L’Huiliers Anleitung zur Elementaralgebra um ein 16. und 17. Kapitel über Kettenbrüche und deren Anwendung. 1802 wurde Hauber Professor in Denkendorf, später in Schönthal. Zwischen 1820 und 1825 gab Hauber zuerst unter dem Titel „Chrestomathia geometrica“ den kommentierten Anfang des ersten Buches von Euklid heraus, dann 1824/25 in Zusammenarbeit mit Johann Wilhelm Camerer die sechs ersten Bücher des Euklid in Griechisch mit lateinischer Übersetzung und ausführlichen Kommentaren.
In Stuttgart veröffentlichte er 1829 das Werk „Scholae logico-mathematicae“, das unter anderem den Hauberschen Lehrsatz über Umkehrbarkeit der Schlüsse in der Mathematik enthält.
Hauber starb als Prälat und pensionierter Ephorus des Klosters Maulbronn.

## Hauberscher Lehrsatz
In Kapitel VII der „Scholae logico-mathematicae“ wird folgender Satz bewiesen:
Wenn {\displaystyle A=b\cup c} mit {\displaystyle b\cap c=0} und {\displaystyle A=\beta \cup \gamma } mit {\displaystyle \beta \cap \gamma =0} und ferner gilt {\displaystyle b\subset \beta } sowie {\displaystyle c\subset \gamma }, dann gilt: {\displaystyle \beta \subset b} und {\displaystyle \gamma \subset c}.
Haubers Formulierung dieses Satzes lautet:
Si genus aliquod dividatur in suas species duplici ratione, et singulis speciebus unius divisionis respondeant singulae species alterius ut attri- buta: vicissim etiam singulis speciebus alterius divisionis singulae species prioris ut attributa respondebunt. Ut si genus quoddam A dividatur primum in species b, c, ac deinde in species {\displaystyle \beta ,\gamma }: ut Omne A sit aut b aut c, et rursus Omne A sit aut {\displaystyle \beta } aut {\displaystyle \gamma }; et praeterea, quae sint ex specie b, iis attribuatur {\displaystyle \beta }; quae ex specie c, iis {\displaystyle \gamma }; his igitur positis, vicissim, quae sunt ex specie {\displaystyle \beta }, iis attribuetur b; et quae ex specie {\displaystyle \gamma }, iis attribuetur c.
Dieser Satz wurde erstmals 1836 von M. W. Drobisch in „Neue Darstellung der Logik“ als „Hauberscher Lehrsatz“ bezeichnet.
In seiner aussagenlogischen Variante gibt der Satz eine hinreichende Bedingung für die Umkehrbarkeit eines Systems von Implikationen.